# Chiesa di San Pellegrino (San Pellegrino Terme)
La chiesa di San Pellegrino è il principale luogo di culto cattolico  di San Pellegrino Terme dedicata al santo Pellegrino di Auxerre. La chiesa era forse già elevata a parrocchiale nel 1260.

## Storia
La citazione di una chiesa dedicata al santo Pellegrino vescovo di Auxerre, è inserita nell'elenco del 1260 che indicava le chiese e le tasse che queste dovevano versare allo stato papale. Il 19 febbraio 1416 la chiesa fu sottratta alla Pieve di Lemine di Almenno San Salvatore con la bolla pontificia di Pio II. Negli archivi vaticani è conservata una pianta topografica che colloca la chiesa in Val Brembana. La chiesa era anticamente rivolta con l'abside dove è stato poi posto il sagrato che era anche luogo di sepoltura, lo spazio di fronte all'edificio viene ancora chiamato cimitero. La chiesa originaria era articolata in tre campate divise da due archi trasversali.
La chiesa primitiva, stando alle testimonianza scritta da Giuseppe Bonesi del 1794, dovrebbe risalire all'anno mille, come documentando dalle relazioni dei lavori di ampliamento dell'edifici che testimoniano  la presenza nelle fondamenta di una chiesa sicuramente più antica di quella testimoniata nel 1260, e del rifacimento del 1400, di dimensioni minori ma una certa robustezza muraria.
L'edificio fu modificato nel corso del XV secolo, secondo lo storico don Donato Calvi la nuova chiesa fu consacrata il 17 maggio 1447 dal vescovo Polidoro Foscari. La datazione non documentata da atti perché la peste che aveva decimato la popolazione in quel tempo, aveva anche fatto distruggere parte dei documenti degli archivi, ma sarebbe confermata dalla presenza sul territorio della Val Brembana di situazioni molto simili. La costruzione dell'edificio richiese sicuramente nella popolazione un grande sacrificio di tempo e di denaro; nel 1456 il comune cittadino consegnò alla fabbriceria della chiesa, incaricata a seguire spese e lavori, tutte le multe in denaro che erano state raccolte per l'acquisto dei nuovi arredi.
Gli atti delle visite pastorali che si susseguirono permettono di comprendere quali trasformazioni ebbe l'edificio nel corso del tempo.

Gli atti della visita pastorale del 1536 del vescovo Pietro Lippomano documentano che la chiesa aveva un unico l'altare adornato da un quadro raffigurante i santi, aveva l'organo, e il cimitero vicino, il tutto molto ben tenuto. Nel 1615 la chiesa fu visitata dal vescovo Giovanni Emo che chiese di ampliare l'apertura delle finestre, di spostare la torre campanaria fuori dalla chiesa così di collocare in posizione centrale l'accesso principale. L'antico campanile infatti faceva parte della facciata con l'ingresso alla chiesa proprio dalla torre.

Il vescovo Luigi Grimani visitò la chiesa nel 1648. Dagli atti della sua relazione è documentata la presenza di una breve gradinata a scendere nell'aula, e che la zona cimiteriale fosse ad altezza superiore.

L'archivio parrocchiale conserva la relazione dei lavori di rifacimento settecentesco che fu graduale. Dalle descrizioni risulta che la chiesa era rivolta in senso opposto, aveva una copertura lignea con tavole a vista e copertura in coppi, era lunga ma stretta e poco alta. Il campanile a destra della facciata aveva un concerto di tre campane. A conferma di questa descrizione c'è un ricamo posto su di un pianeta che raffigura l'antica chiesa. La relazione della visita pastorale del 1575 di san Carlo Borromeo descrive il presbiterio, leggermente rialzato rispetto all'aula, con dipinti sull'abside eseguiti da Giorgio padre del più famoso di Giacomo Scanardi. L'aula era illuminata da finestre stette centinate a sesto acuto, ed era ornata da cinque altari, gestiti dalle rispettive confraternite, nonché un altare esterno dedicato a san Marco che fu eliminato nel 1605.

Fu nel 1712 che il parroco don Giovan Battista Gavazzeni, chiese al vescovo di poter ampliare la chiesa essendo aumentata la presenza dei fedeli, l'aula non risultava essere quindi più sufficiente. Iniziò un rifacimento totale nel 1714 che durò un quarto di secolo, la chiesa venne lentamente ricostruita partendo dall'abside per terminare poi con i lavori della facciata che riporta sul portale la scritta “Porta Coeli 1739”. La posa della prima pietra nel 1715 della nuova chiesa, fu però seguita dalla quasi immediatamente sospensione dei lavori per mancanza di fondi; lavori che ripresero il 25 aprile del 1727. L'edificio fu costruito molto probabilmente da un esponente della famiglia di architetti Caniana, come suggerirebbe la nuova conformazione. A tutti gli abitanti di San Pellegrino Terme fu richiesto di partecipare alla costruzione; a testimonianza della partecipazione attiva, senza pregiudizi di sesso e di età e senza nessuna sicurezza vi è il documento conservato nell'archivio parrocchiale: 
(relazioni conservate nell'archivio parrocchiale)
.
A testimonianza di questo fu posta una scritta sulla trabeazione che sorregge il timpano della facciata che recita: Haere et Labore abitantium.
Ultimazione della costruzione avvenne grazie, non solo alla manovalanza, ma anche al contributo dell'autorità di Bergamo.

Successivamente furono eseguiti lavori di finitura con gli stucchi lavorati dallo stuccatore Francesco Guarneri nel 1740, e nel giugno 1746 la formazione del coro ligneo a opera di Gio. Antonio Confortare e Antonio Manzone, questo lavoro era stato offerto dalla famiglia di Benedetto Sonzogno di Botta. La facciata fu lasciata allo stato grezzo anche se vi era un progetto depositato datato 1825. Questo fu eseguito solo nella parte superiore, per mancanza di fondi, fu poi rinnovata con le lesene in ceppo di Poltragno su disegno di Luigi Angelini nel 1941.

## Descrizione

### Esterno
La chiesa con il classico orientamento a est, è posta nella parte più antica del paese al termine di una gradinata, ed è preceduta dal sagrato, detto anche cimitero perché anticamente luogo di sepoltura. La facciata è divisa su tre ordini da una cornice marcapiano. La parte centrale tripartita da quattro lesene rivestite in ceppo di Poltrano, è leggermente avanzata rispetto alle due parti laterali. L'ingresso principale, in marmo nero scolpito da Cesare Zonca, ha paraste e cornici in pietra lavorata culminante con la datazione “Porta coeli AD MDCCXXXIX”.
L'ordine superiore ha semi-colonne con alta zoccolatura e capitelli ionici, centrale la grande finestra rettangolare che porta luce all'interno dell'aula, che sorreggono l'alta trabeazione. La facciata termina con il timpano triangolare ornato da piccole mensole. Coronato dalla statua del santo proveniente dall'antica chiesa, corrispondenti alle lesene più esterne vi sono due fiaccole in cemento.

### Interno
L'aula a navata unica, divisa in cinque campate di misure differenti da lesene aventi la base marmorea e capitelli corinzi in stucco. Queste sorreggono la trabeazione completa di fregio e il cornicione che percorre tutta l'aula. La prima cappella a sinistra vi è il fonte battesimale in marmo rosso di Verona con pianta semicircolare, realizzata su disegno di Sandro Angelini e ornata dal dipinto Battesimo di Gesù eseguito da Angelo Sesti. Corrispondente a destra il confessionale. Entrambi presentano nella parte superiore matronei. Nella seconda campata vi è a sinistra la cappella dedicata alla Madonna del Carmine e quella corrispondente alla Deposizione di Cristo. Entrambe sono delimitate da colonne in stucco che reggono l'arco a tutto sesto; le due cappelle hanno pianta a semi ellisse con catino.

La  terza campata conserva sulla parte destra l'antico pulpito scolpito adattato per la nuova posizione, mentre la parte sinistra vi è l'entrata laterale. Nella quarta campata vi sono a sinistra l'altare dedicato alla Madonna del Santo Rosario e corrispondente quella intitolata al Santo Cuore di Gesù, mentre nella quinta la cappella dedicata alla Madonna di Lourdes. La chiesa ospita la tela di Giovanni Cariani dedicata al Compianto del Cristo morto realizzato nel 1527. La chiesa ospita la Deposizione di Francesco di Simone da Santacroce.
La zona presbiteriale a pianta rettangolare, delimitata dall'arco trionfale, è di misura inferiore rispetto all'aula ed è raggiungibile da cinque gradini. Il presbiterio presentala copertura da volta a botte. L'abside presenta il coro ligneo coperta dal catino. Il presbiterio prende luce dalle quattro grandi aperture. L'altare maggiore è ornato dalla pala opera di Pietro Longhi, raffigurante il Martirio di San Pellegrino.